# Jean Matal
Pour les articles homonymes, voir Métel.
Jean Matal (ou Métel), né vers 1517 à Poligny dans le comté de Bourgogne et mort en 1597 à Cologne en Allemagne, ville libre d'Empire où il fut enterré dans l'église paroissiale de S. Paul près de l'église collégiale de S. André, est un jurisconsulte, poète, cartographe, géographe, historien et érudit comtois du XVIe siècle, défenseur, à la suite d'Érasme, de l'irénisme en matière de religion. Il était aussi surnommé en latin Johannes Metellus ou Johannes Matalius Metellus Sequanus. Il est également l'un des représentants du courant dit de l'humanisme juridique, à la suite de ses maîtres André Alciat et Ulrich Zasius.

## Biographie
(novembre 2022).
La mise en forme du texte ne suit pas les recommandations de Wikipédia : il faut le « wikifier ».
Les points d'amélioration suivants sont les cas les plus fréquents. Le détail des points à revoir est peut-être précisé sur la page de discussion.
- Les titres sont pré-formatés par le logiciel. Ils ne sont ni en capitales, ni en gras.
- Le texte ne doit pas être écrit en capitales (les noms de famille non plus), ni en gras, ni en italique, ni en « petit »…
- Le gras n'est utilisé que pour surligner le titre de l'article dans l'introduction, une seule fois.
- L'italique est rarement utilisé : mots en langue étrangère, titres d'œuvres, noms de bateaux, etc.
- Les citations ne sont pas en italique mais en corps de texte normal. Elles sont entourées par des guillemets français : « et ».
- Les listes à puces sont à éviter, des paragraphes rédigés étant largement préférés. Les tableaux sont à réserver à la présentation de données structurées (résultats, etc.).
- Les appels de note de bas de page (petits chiffres en exposant, introduits par l'outil «  Source ») sont à placer entre la fin de phrase et le point final[comme ça].
- Les liens internes (vers d'autres articles de Wikipédia) sont à choisir avec parcimonie. Créez des liens vers des articles approfondissant le sujet. Les termes génériques sans rapport avec le sujet sont à éviter, ainsi que les répétitions de liens vers un même terme.
- Les liens externes sont à placer uniquement dans une section « Liens externes », à la fin de l'article. Ces liens sont à choisir avec parcimonie suivant les règles définies. Si un lien sert de source à l'article, son insertion dans le texte est à faire par les notes de bas de page.
- La présentation des références doit suivre les conventions bibliographiques. Il est recommandé d'utiliser les modèles {{Ouvrage}}, {{Chapitre}}, {{Article}}, {{Lien web}} et/ou {{Bibliographie}}. Le mode d'édition visuel peut mettre en forme automatiquement les références.
- Insérer une infobox (cadre d'informations à droite) n'est pas obligatoire pour parachever la mise en page.

Pour une aide détaillée, merci de consulter Aide:Wikification.
Si vous pensez que ces points ont été résolus, vous pouvez retirer ce bandeau et améliorer la mise en forme d'un autre article.
Jean Matal naît vers 1517 à Poligny, dans le comté de Bourgogne, de Jean Matal et Catherine de la Vaissière, une famille considérée. Il commence ses études de droit à l'université de Dole, les poursuit à Fribourg en Brisgau, où il est élève d'Ulrich Zasius, puis entre 1538 et 1541 à Bologne, pour entendre les leçons du célèbre Alciat et de Giovanni Ansovino di Medicis, avec qui il se rend, en 1541, à l'université de Padoue. En 1542, il suit l'Alciat à Ferrare, et il obtient, au 26/27 juillet 1544, son doctorat 'utriusque iuris' à l'université de Sienne. A Bologne, il se lie d’une étroite amitié avec deux de ses condisciples, Antonio Agustín et Jerónimo Osório. En 1545, il suit Agustín, devenu auditeur à la 'Rota Romana', à Rome, où il rassemble sa fameuse sylloge épigraphique preservée dans la Bibliothèque Vaticane. En janvier 1555, il part avec Agustín pour l'Angleterre, où Agustín est expédié comme envoyé du Pape. En quittant l’Angleterre en automne 1555, Matal se rend en Flandre, à la cour de Charles-Quint à Bruxelles, où son père Jean Matal est anobli par lettres patentes du 28 juin 1553 (noblesse héréditaire) et du 16 octobre 1555 (élevation à la chevalerie avec titre de 'eques auratus', amélioration de ses armoires), et s'intègre dans un cercle d'étudiants espagnols autour de Pedro Ximénez (Petrus Ximenius Hispanus, environ 1524-1595) et Fadrique Furió Ceriol qui oppose la politique ecclésiastique de Philippe II d'Espagne. En 1563, il gagne Cologne, le futur centre de ses activités politiques, iréniques, cartographiques, philologiques et antiquaires jusqu'à son décès le 25 juin 1597. Vers 1580 il entreprend de faire imprimer les ouvrages de son ami Osorio, ce qu'il fait en 1581 à Cologne. Il rédige pour cet ouvrage une préface d'une centaine de pages dans lesquels il démontre ses capacités de géographe et d'historien.
Il avait des connaissances très-étendues dans la jurisprudence, la géographie, l’histoire et les antiquités. Il était en correspondance avec la plupart des savants de son temps, entre autres Georges Cassander. On a publié quelques-unes des lettres qu’il lui écrivait; elles sont assez curieuses (Voy. Bayle, art. J. Métel). Gilbert Cousin, son compatriote, lui a dédié plusieurs de ses ouvrages; Benoît Ægius, de Spolète, la première édition de la Bibliothèque d’Apollodore, et Barthel. Bodegem, le traité d’Osorio de Gloria (Cologne, 1577, in-12), dont Matal et Antonio Agustín sont les deux interlocuteurs. On a une lettre d’Onofrio Panvinio, imprimée au-devant de la Chronique de Gérard Mercator (1568), dans laquelle il déclare que c’est Matal qui lui a inspiré le goût de l’antiquité, et que c’est à sa sollicitation qu’il a entrepris les Fastes romains. Matal fut l’un des correcteurs des Pandectes Florentines, et des Inscriptions étrusques, publiées par Gruter.

## Distinctions
Le 28 juin 1553, Bruxelles: Charles-Quint élève Jean Matal (père) à la noblesse héréditaire.
Le 16 octobre 1555, à Bruxelles, Charles-Quint l'élève à la chevalerie avec titre de 'eques auratus' et amélioration de ses armoires.
Les 20 et 22 janvier 1558, de Philippe II: confirmation de noblesse pour les frères Pierre, Claude et Jean Matal, 'fils de feu Jean Matal'.

## Œuvres
On a de lui:
- Epistola de Hieron. Osorii Indicarum rerum historia, Cologne,1574, in-8°. Cette lettre, adressée à Antonio Agustín, a été réimprimée au-devant de l’histoire d’Osório; elle est bien écrite, et pleine de détails intéressants.
- Speculum orbis terræ, Oberursel (Ursellis, Ex officina typographica Cornelii Sutorii), 1600-1602, 4 part. in-fol. Dans l'édition de 1602, cet ouvrage est orné du portrait de l’auteur et de cartes gravées sur bois; il est très-rare. On en doit la publication post mortem à un des amis de Matal, Matthias Quad von Kinckelbach. Pour l'édition Ursellis 1600, cf. https://exhibits.stanford.edu/renaissance-exploration/catalog/fz395hx5971.
- Des Notes sur les Vies des hommes illustres de Cornélius Népos, dans l’edit. de Francfort, 1609, in-fol. ; rare.
- Quelques Pièces de vers latins et des Lettres, en tête de différents ouvrages ou dans les Recueils du temps.

## Galerie

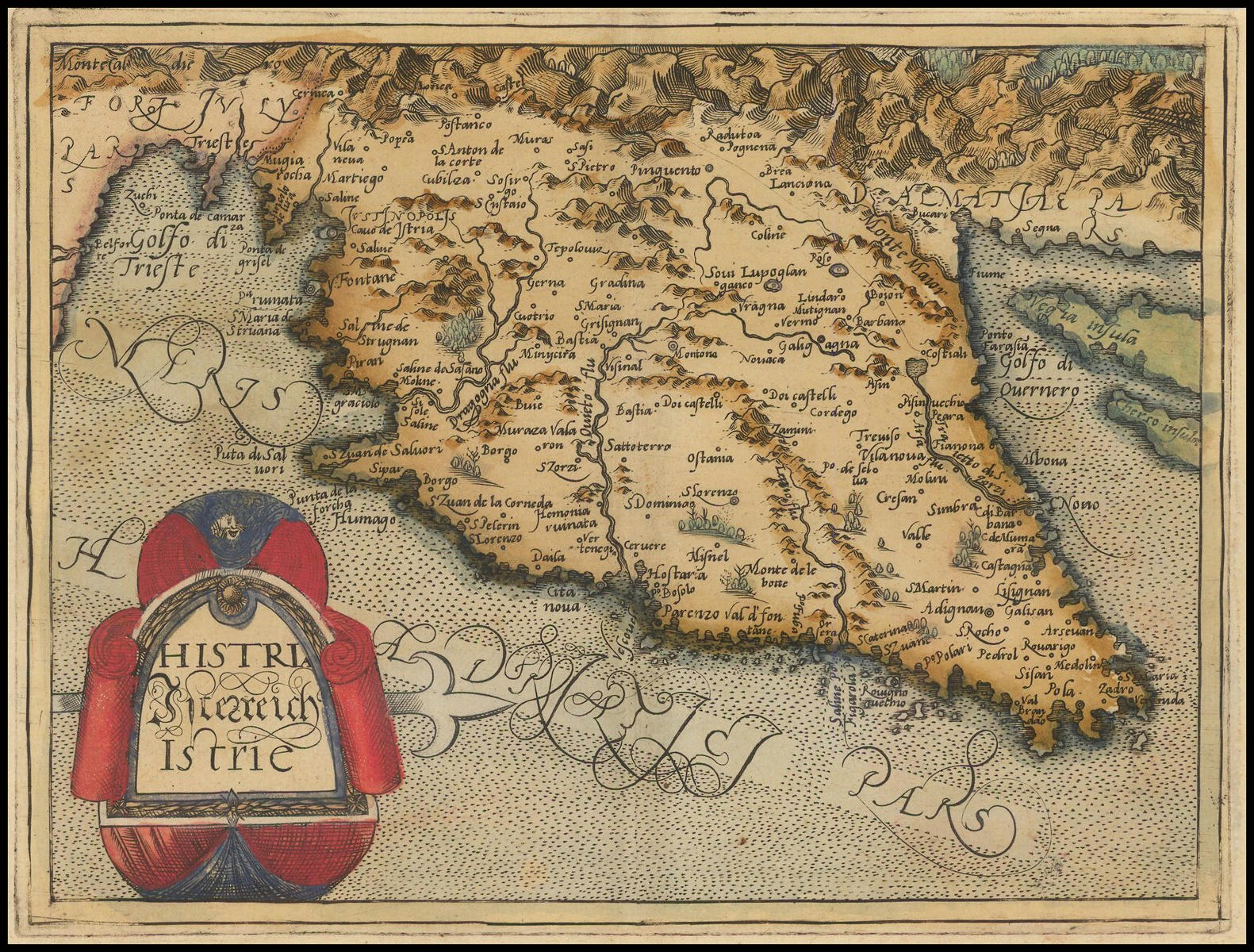
Carte de l'Istrie
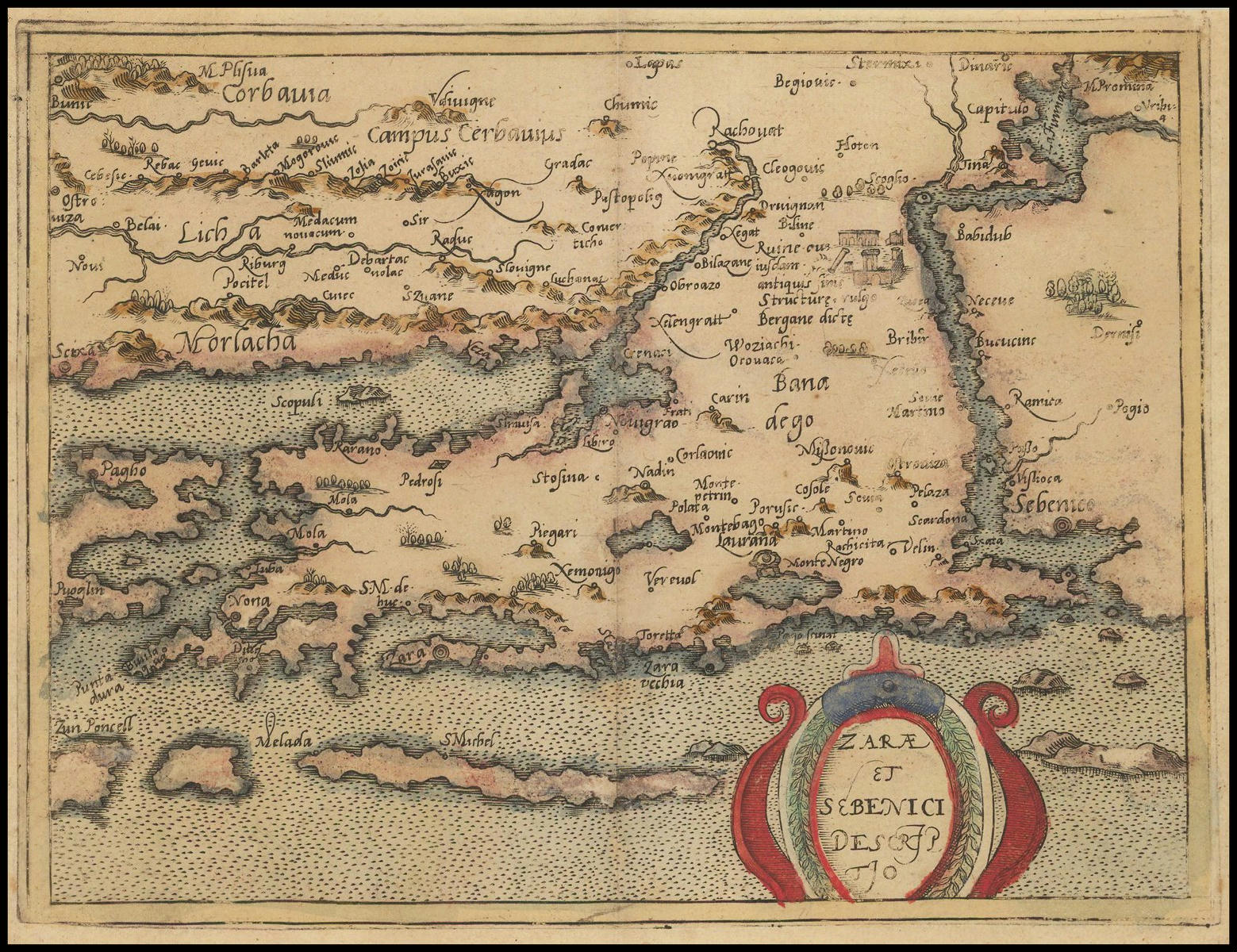
Carte des cotes croates
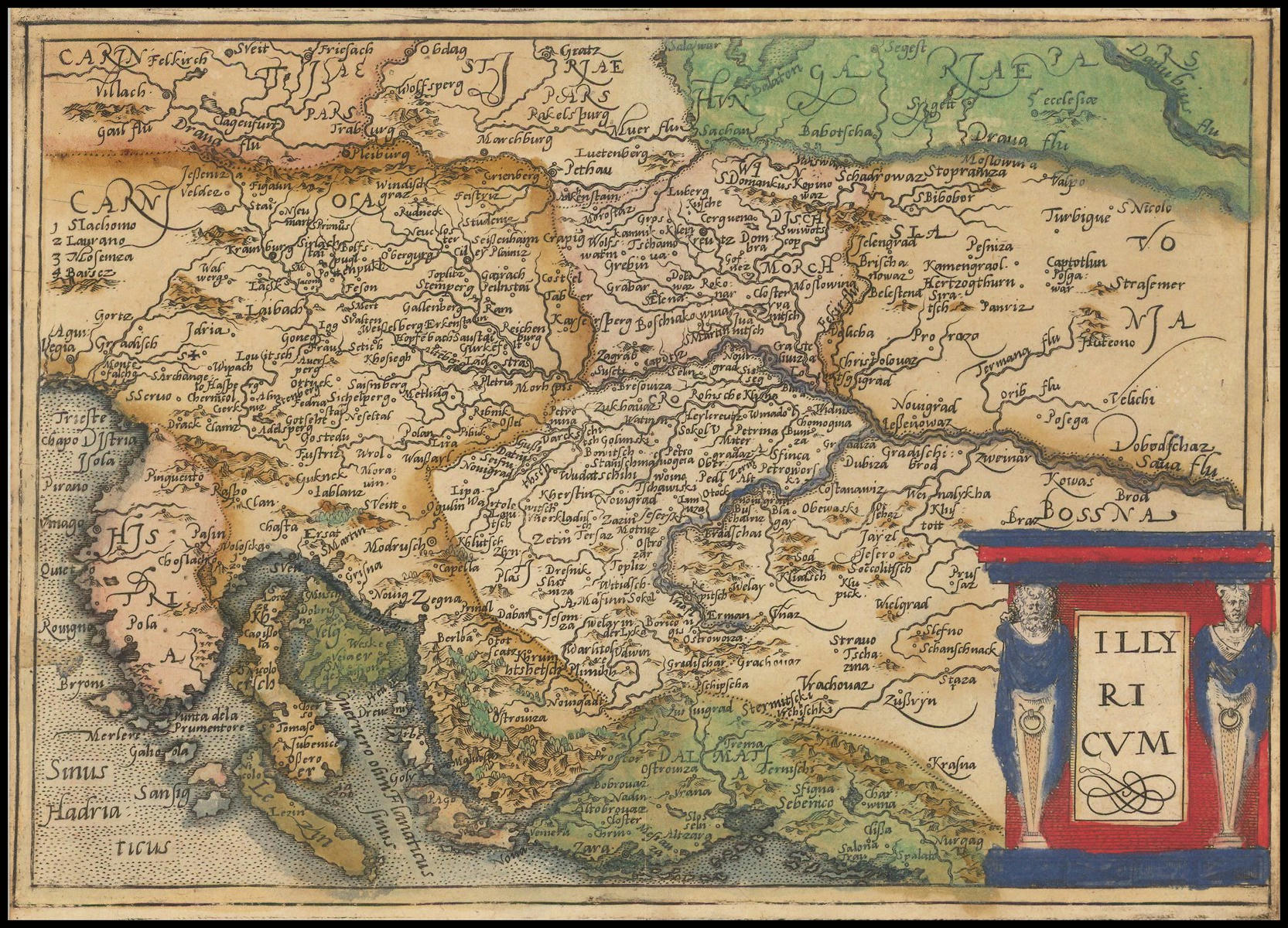
Carte des Balkans
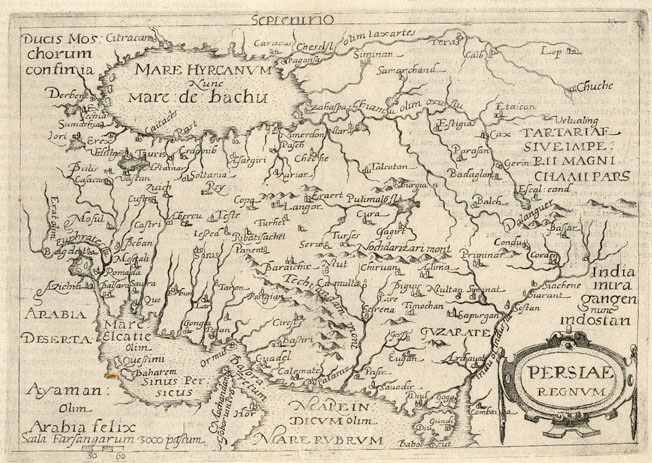
Carte du Royaume de Perse